# Silver (videojuego)

Silver es un videojuego de acción-aventura RPG desarrollado por Spiral House y distribuido por Infogrames. Fue lanzado para PC (31 de agosto de 1999) y Dreamcast (30 de junio de 2000). Sus ventas fueron discretas, pero su aceptación entre la crítica, notable.

## Historia
Ambientado en Jarrah, un mundo de fantasía de corte medieval, encarnaremos a David, un joven que lucha por recuperar a su esposa, Jennifer, de las malvadas garras del emperador, Silver. La historia del juego parte de cómo este último malvado, que da nombre al juego, despliega su ejército -liderado por el general Fuge- para tomar prisioneras a todas las mujeres del reino con un fin desconocido. Los hombres más valientes crean un grupo de respuesta, los Rebeldes -al mando de Duque-, que recorre las tierras reclutando más miembros para enfrentarse a los planes del emperador. Nuestro protagonista se unirá a este colectivo y descubrirá que para derrotar a Silver necesitará reunir los ocho orbes mágicos de poder (fuego, hielo, veneno, luz, etc.). Empezará pues nuestra búsqueda, una gran aventura.

## Características jugables
De estilo similar a Final Fantasy y heredero de múltiples características de Diablo (videojuego), puede resumirse como la transformación de un Final Fantasy de corte occidental, hecho que corroboran la mayoría de las revistas especializadas.
Los controles a saber son pocos: control del personaje, botón de ataque, botón de apertura del menú radial y el menú de pausa. El sistema de combate es también bastante sencillo, basta con pulsar un botón para ejecutar una ofensiva, la única variedad de los ataques reside en el movimiento del ratón/joystick con que acompañemos al mismo, efectuará acrobacias distintas; para cubrirse sólo deberemos de pulsar otro botón. El menú radial consta de un acceso directo a todas las armas, equipo, comida y orbes mágicos que pausa el juego y permite interactuar al instante; útil para recuperar vida en combate comiendo algo, o cambiar a otro orbe que inflija más daño al enemigo.
El sistema de experiencia es atípico, se aumenta de nivel al derrotar a los jefes del juego (normalmente, éstos son los guardianes de los orbes), y no superando quests y matando enemigos como en la mayoría de los títulos del género. Al subir de nivel, nuestro personaje se hace más fuerte: aumentan sus puntos de salud y de magia, inflige más daño, puede usar equipamiento más avanzado y se modifican también ciertas características secundarias (destreza, habilidad, puntería, fuerza, intelegencia...).

## Personajes
- David. Es el protagonista de la historia, físicamente es un joven de melena rubia y armadura gris. Personaje más equilibrado en cuanto a habilidades se refiere. Busca los ocho orbes para derrotar a Fuge y liberar a su esposa.
- Abuelo. Abuelo del protagonista, lo entrenará como guerrero y le acompañará durante el principio del juego, hasta morir a manos de Fuge en la biblioteca de Gno, sacrificándose para que David pudiera escapar.
- Jennifer. Esposa de David raptada al inicia de la aventura por los soldados del imperio.
- Silver. Emperador malvado que ha mandado capturar a toda las mujeres para buscar una supuesta esposa, aunque sus fines van más allá de ello, son malvados.
- Fuge. Hijo de Silver y hermano de Glass. General del ejército de Silver. Porta dos grandes espadas y es especialista en combate, nuestro archienemigo.
- Glass. Hija de Silver y hermana de Fuge. Hechicera dueña del Palacio de Hielo, y portadora del orbe de Tierra. Tras la muerte de su madre, ella odia a su padre; en sus últimos momentos de vida, ayuda a David y los Rebeldes a teletransportarse a Metalon.
- Duque. Líder de los rebeldes, nos orientará a lo largo de la historia, estableciendo objetivos y ayudas de exploración para conseguir los orbes. Viste de amarillo y verde.
- Sekune. Bella mujer negra, de estilo indio/amazónico, especialista con el arco. Será nuestra primera acompañante tras la muerte de nuestro abuelo. Mística y sabia.
- Vivienne. Antigua compañera de Armas de David. Su hermana fue secuestrada por Fuge, pero Vivienna pudo salvarse gracias a su entrenamiento de combate.
- Jug. Acompañante. Se conoce en un bar de Rains. Aparentemente, es muy fuerte, calvo pero con una gran barba marrón, y de armadura gris. Sus especialidades son los ataques cuerpo a cuerpo duros, los martillos y la salud y defensa.
- Cagen. Acompañante. Hace su aparición en la entrada al monasterio de monjes, siendo él uno de ellos. Viste un traje azul y violeta, con un gran sombrero violeta también; es bajito y tiene una larga trenza japonesa, pero a la hora del combate posee gran habilidad y destreza (es el único que esquiva haciendo un mortal hacia atrás, síntoma de su desenvoltura). Muy fuerte con armas ligeras y en magia.
- Chao. Acompañante. Vive en la casa del pintor, donde le encontramos. A pesar de que es el compañero con menos puntos de salud, lo compensa siendo el mayor mago de todos.
- Oráculo.' Entidad divina poseedora de gran sabiduría. Hace su aparición en el juego en un templo cerca del Campamento rebelde, respondiéndonos a tres preguntas sobre cómo derrotar a Fudge.

## Valoración de los medios
| Revista                 | PC  | Dreamcast |
| ----------------------- | --- | --------- |
| IGN                     | 7,1 | 7,9       |
| Gamespot                | 7,4 | 5,8       |
| Gamepro                 | 4,0 | 9,0       |
| Adrenaline Vault        | 5,0 | -         |
| Computer Games Magazine | 5,0 | -         |
| Sega-fan                | -   | 7,4       |